# 埃瓦島

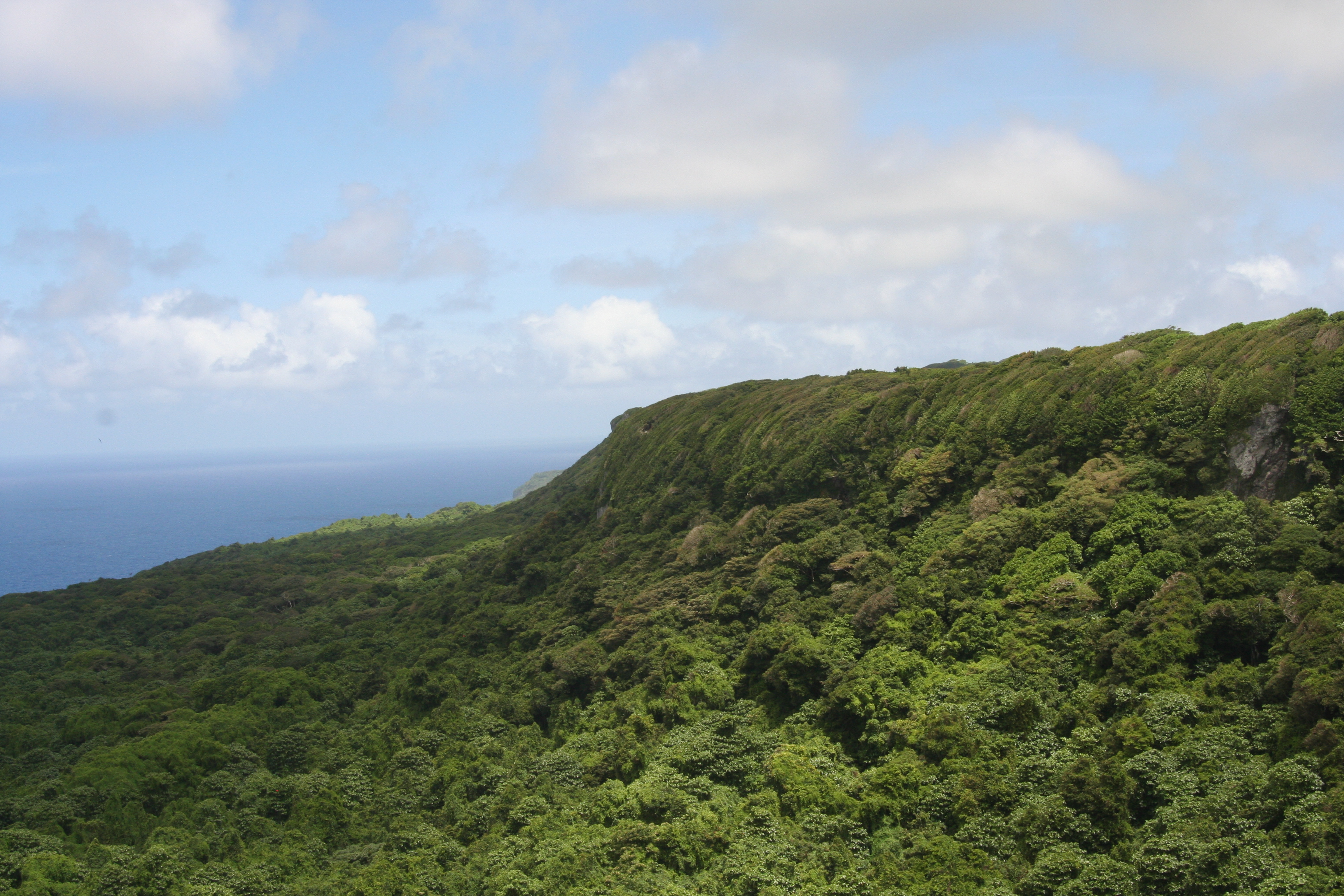
位於埃瓦島東部的埃瓦島國家公園

埃瓦島是太平洋島國湯加的島嶼，位於該國主島湯加塔布島東南18公里，長19公里、寬7.5公里，面積87.44平方公里，島上有13條村落，最高點海拔高度312米，2006年人口5,165。
21°23′15″S 174°56′02″W / 21.38750°S 174.93389°W